# 李丁錫
李 丁錫（イ・ジョンソク、朝鮮語: 이정석、1917年9月1日 - 1990年11月29日または11月30日）は、大韓民国の警察公務員、政治家。第5・7・8・10代韓国国会議員。

## 経歴
日本統治時代の忠清北道陰城郡出身。陰城三成公立普通学校（現・三成初等学校）、忠北行政講習所、国立警察専門学校（現・警察人材開発院）卒。1950年代に景武台警察署長、釜山の各警察署の署長を務めた。内務部治安局通信課長、韓国青年雄弁協会会長のほか、1960年の第5代総選挙で無所属で陰城郡選挙区に立候補して初当選し、政界では自由党中央党宣伝委員、民主共和党中央常任委員・中央委員会副議長などを務めた。
1990年に持病によりソウル市陽川区の自宅にて死去した。